# Големо Бучино
Големо Бучино е село в Западна България. То се намира в община Перник, област Перник. Постоянното му население е около 800 души. Землището му е приблизително 18 кв. км. Разполага с футболно игрище, народно читалище, хранителен магазин, заведение, частен къмпинг. Има налични директни автобуси до Перник и околните села, както и връзка до София през с. Мало Бучино. В непосредствена близост е и най-голямото трасе за мотокрос в България, както и игралната площадка 

## География
Село Големо Бучино се намира в района на Люлин планина. на 18 км от центъра на София, през Бучинския проход. Центърът на град Перник е на 9 км. Въздухът е чист, тъй като през селото минава въздушното течение от град Банкя. В непосредствена близост до селото минава магистрала „Люлин“. С решение на МС от 27 декември 2018 г. „Люлин“ спира да съществува самостоятелно; поради малката си дължина става част от магистрала „Струма“ с наименование А3 по националната класификация.

## Обществени институции
- Народно читалище „Люлински изгрев-1903 г.“  и Танцов състав Настроение организират често събития както за деца, така и за възрастни.
- Селото разполага и с футболно игрище, а детско - юнушеският ФК Ятак Бучино с набор 2015, стават вицешампиони по футбол през 2023г, отстранявайки самият  ЦСКА на полуфинал в турнир по повод 75 годишнината от създаването на ПФК ЦСКА.

## Културни и природни забележителности
В центъра на село Големо Бучино се намира църквата „Свети Дух“, която хората от селото строят със собствени средства през 2006 г. Дотогава забележителност на селото е параклисът на края на селото, строен през 1886 г.
На около половин километър от селото е разположен Големобучинският манастир „Възнесение Господне“. Манастирът е създаден през XVIII в. и е реставриран през XIX в. Все още са запазени части от античната сграда в манастирския комплекс.

## Редовни събития
В Големо Бучино се празнуват няколко ежегодни събора:
- На 2 май се празнува в местността Поляне в Люлин планина,
- на Спасовден се прави курбан чорба на манастир „Свети Спас“.
- Най-големият празник на селото е Свети Дух (Петдесетница), когато се прави селски събор. Празникът е в памет на загиналите във войните бучинци.
- Всяка година на 13.1. срещу 14.1. повече от 80 сурвакари се подготвят и обикалят селото, чествайки празника ''Сурва''. Сурвакарската група от с.Г.Бучино съществува повече от 50 години. Групата представя традиционният зимен обичай " Сурвакарска сватба", свързан с празничния новогодишен цикъл, който обхваща периода от Коледа до Богоявление, познат като "мръсни дни".

## Други
Скали Бучино край остров Гринуич, Южни Шетландски острови са наименувани в чест на селата Бучино, Големо Бучино и Мало Бучино.
- „Снимки
- С. Големо Бучино и Витоша на заден план
- Паметник на падналите през войните бучинци
- Църква „Свети Дух“ в центъра на селото